# God of War: Ghost of Sparta
(Kratos in God of War: Ghost of Sparta)
God of War: Ghost of Sparta è un videogioco d'azione sviluppato da Ready at Dawn Studios in esclusiva per Sony PlayStation Portable. Narra le vicende intercorse tra God of War e God of War: Betrayal (seguito subito da God of War II), nel periodo immediatamente successivo alla disfatta di Ares. Il 14 settembre 2011 è uscito God of War Collection II (God of War Origins Collection in USA) contenente Chains of Olympus (prequel del primo God of War) e Ghost of Sparta rimasterizzati in alta definizione per Playstation 3 e con l'aggiunta di Trofei e supporto per il 3D. Il gioco è disponibile sia in Blu-ray che tramite il servizio PSN.
Il videogioco è stato ben accolto dalla critica. Su Metacritic totalizza un punteggio di 86 su 100, basandosi su 73 recensioni.

## Trama
Kratos, il nuovo dio della guerra, è afflitto da continue visioni della madre e del fratello, che crede entrambi deceduti, ma avverte come la possibilità di cambiarle, come comunica ad Atena poco prima di arrivare ad Atlantide, culla di tutta la conoscenza umana dove spera di trovare una risposta. La dea cerca di dissuaderlo, dicendogli che ci sono cose che è meglio non conoscere, ma Kratos, stanco delle menzogne degli Olimpici, non la ascolta; quando ormai è in procinto di attraccare un terribile mostro marino, Scilla, lo attacca e affonda tutta la flotta che lo accompagnava. Dopo essergli sfuggito, Kratos inizia una difficile salita verso il Tempio di Poseidone: in fondo a esso trova la madre Callisto, esanime ma ancora viva, che gli chiede di salvare suo fratello Deimos, anch'egli ancora in vita ma tenuto prigioniero nel Regno della Morte.
Kratos stenta a crederci e pertanto le chiede chi sia suo padre, l'artefice di tanto dolore: con il suo ultimo respiro la madre glielo sussurra per poi trasformarsi in un orribile mostro, a causa della maledizione che pendeva su di lei. Al termine di un sanguinoso combattimento Kratos trafigge a morte la madre, uccidendola e donandole così la pace; durante la fuga dalla città, a causa di un redivivo Scilla, Kratos incontra il Titano Thera, che gli propone di liberarla offrendogli parte del suo potere: Kratos accetta e, trafiggendola, ottiene il potere di infiammare le sue Lame di Atena, con tale potere può farsi strada nel vulcano. Ancora una volta compare Scilla ma Kratos, riesce a uccidere il mostro infilzandolo con l'ingegnoso sistema che permette ad Atlantide di restare a galla, ma, così facendo, tale sistema viene distrutto: la sua vittoria decreta la caduta della città, scossa da continue eruzioni vulcaniche, ormai distrutta e in lenta caduta verso le profondità oceaniche.
Il dio della guerra decide quindi di tornare nella sua città natale, Sparta, e più precisamente al Tempio di Ares, per cercare indizi su dove si trova il fratello: il suo cammino lo spinge su una catena montuosa dove i giovani spartani venivano mandati per diventare uomini e su cui incontra Erinni, la figlia del dio della morte Tanato, rapitore di Deimos. Al termine di un violento scontro Kratos riesce a uccidere la dea arrivando nel contempo alle porte della città: qui ha un flashback che mostra come un oracolo avesse predetto che un guerriero marchiato sarebbe stato la causa della caduta degli Olimpici e come gli stessi Ares e Atena rapirono Deimos dal momento che aveva su di se una voglia su tutto il suo corpo, causando inoltre la famosa cicatrice sull'occhio di Kratos.
Il Fantasma di Sparta giunge quindi al tempio di Ares dove, dopo uno scontro con il sé stesso del passato, riesce a entrare in possesso dell'artefatto che gli aprirà le porte del regno di Tanato e capisce che la porta per esso si trova ad Atlantide, ormai in fondo al mare; comincia così un viaggio a ritroso che lo porta all'interno di una galleria sotterranea dove si nasconde Mida, il re con il potere di trasformare tutto ciò che tocca in oro: dopo un breve inseguimento Kratos riesce ad acciuffare il re e lo butta in una cascata di lava, così da trasformarla in oro e poterla scalare per arrivare al vecchio porto di Atlantide. Dopo essersi riunito a una ciurma di guerrieri spartani, Kratos fa rotta verso il gigantesco gorgo generato dalla caduta di Atlantide, riuscendo infine a giungervi: la città è nel caos e Kratos deve riattivare le enormi statue di Poseidone per poter arrivare alla porta del Regno della Morte. Una volta entrato in questo mondo, Kratos si ricongiunge finalmente col fratello liberandolo dalle catene che lo tenevano prigioniero.
Deimos, tuttavia, in un impeto di rabbia afferma che non perdonerà mai Kratos per aver permesso che fosse rapito e così inizia uno scontro che vedrà proprio Deimos vincitore: quando sta per dare al Fantasma di Sparta il colpo finale, interviene Tanato, che per vendicarsi della morte della figlia vuole uccidere il fratello dello Spartano davanti a lui. Kratos, quasi in fin di vita, riesce a raggiungere il fratello e a salvarlo, guadagnandosi la ritrovata fiducia di Deimos, che decide di unirsi alla battaglia finale.
Tanato, il più antico di tutti gli dèi, spiega che Ares e Atena caddero in errore in quanto non era Deimos il predestinato a distruggere l'Olimpo ma Kratos, al quale rivela che non è padrone del suo destino in quanto manovrato da forze che vogliono la morte degli Olimpici e che Tanato conosce, ma di cui i due spartani neanche immaginano l'esistenza; il dio della morte quindi si trasforma e attacca i due: nello scontro che ne segue, Deimos trova la morte mentre cerca di salvare Kratos, il quale, alla vista del fratello morente, sprigiona tutto il potere di Thera infiammandosi tanto da riuscire a danneggiare il corpo corazzato di Tanato facendolo tornare a dimensioni umane, e, dopo un acceso scontro, lo uccide. Recuperato il cadavere del fratello, Kratos lo porta sulla cima della collina dove il becchino di Atene ha già preparato una fossa e gli rivela che è diventato Morte, il distruttore di mondi.
Appare dunque Atena che, apparentemente compiaciuta della morte degli ultimi due familiari dello Spartano, si offre di cancellarne finalmente i ricordi: Kratos, inaspettatamente, si oppone e s'incammina verso l'Olimpo; quando ormai non può sentirla, Atena gli dice: "Perdonami, fratello". Ricompare quindi il becchino, con tra le braccia Callisto, il quale afferma: "Ora ne resta solo uno". Contemporaneamente Kratos, con indosso l'armatura da dio della guerra e seduto sul suo trono nell'Olimpo, si sta preparando per andare a dare man forte al suo esercito, pronto ad assediare Rodi.

## Sviluppo
Le meccaniche di gioco sono molto simili a quelle delle precedenti iterazioni, con un focus sui combattimenti e sulle combo realizzabili con le armi principali-le Lame di Atena-alternate alle armi secondarie reperibili durante il corso dell'avventura principale. In questo capitolo, come negli altri della serie, sono presenti i Quick Time Events, serie di azioni eseguibili tramite una sequenza di tasti, usufruibili per esempio durante un combattimento con un nemico potente oppure un boss. Alle armi principali si accostano anche le magie, le quali possono essere utilizzate per alternare le opzioni di combattimento. Tornano anche gli enigmi ambiantali e sezioni di platform.
Il gameplay di God of War: Ghost of Sparta eredita molti elementi dei precedenti capitoli della serie, come la telecamera in terza persona fissa. Il videogiocatore controlla il personaggio Kratos, sfruttando delle meccaniche basate sulle combo hack and slash, con sezioni di platform e scontri ambientati nella mitologia greca, inclusi minotauri, arpie, ciclopi, gorgoni e satiri. Le sezioni di platform sono semplici e prevedono azioni come saltare ostacoli o scalare muri.

## Pubblicazione
Il gioco è stato annunciato il 4 Maggio 2010 sul blog di Playstation. Secondo Sony, Ready at Dawn ha utilizzato delle tecnologie visive "state of art" che permettono la realizzazione di personaggi e ambientazioni più realistiche. Questo capitolo offre un 25% in più di gameplay rispetto al capitolo precedente, aggiungendo più nemici a schermo e aumentando il numero di boss da affrontare. Lo sviluppo di Ghost of Sparta ha impiegato circa 23 mesi ed è iniziato nel 2008. Il 2 Novembre 2010 il gioco è stato pubblicato in America, in Europa il 3 Novembre, in Australia e Nuova Zelanda il 4 Novembre, nel Regno Unito e Irlanda il 5 Novembre. In Giugno 2012, Ghost of Sparta aveva venduto circa 1,2 milioni di copie in tutto il mondo.

## Accoglienza
La rivista Play Generation diede al gioco un punteggio di 95/100, trovandolo un piacere da vedere e da giocare, ritenendolo un titolo da non perdere assolutamente. La stessa testata lo classificò come il secondo migliore titolo per PSP del 2010.